# Ōyama Iwao
Ōyama Iwao (大山巌?; Kagoshima, 12 novembre 1842 – Tokyo, 10 dicembre 1916) è stato un generale e politico giapponese nominato Gensui Rikugun Taishō (il grado massimo dell'esercito giapponese) e principe imperiale, e insignito delle più importanti onorificenze del paese..
La comunità di Oyama nel distretto di Lake Country, in Canada, è stata battezzata in suo onore.

## Biografia

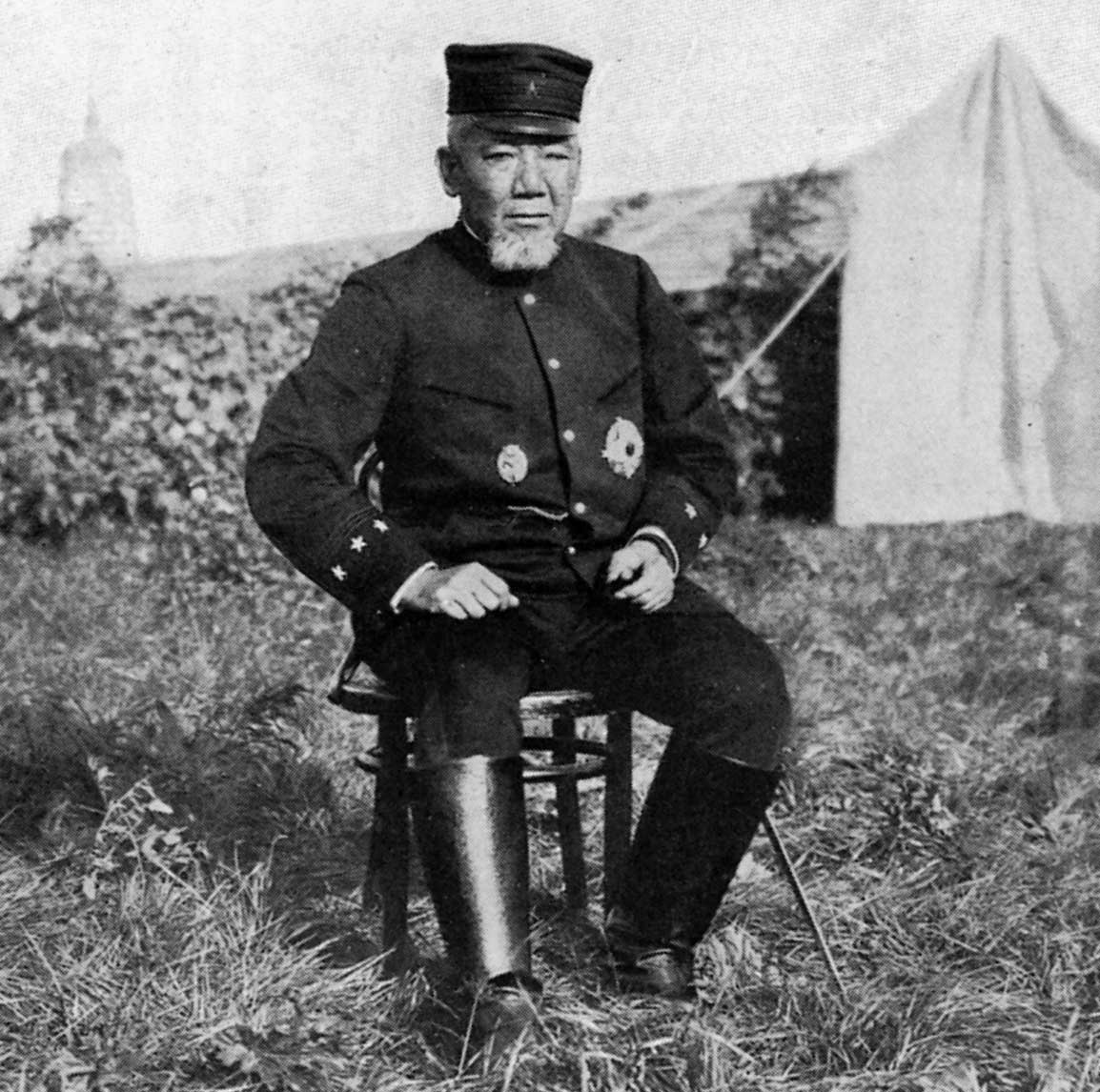
Il general Ōyama Iwao durante la guerra russo-giapponese

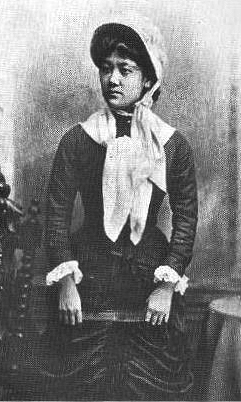
Ōyama Sutematsu al Vassar College

Ōyama nacque il 12 novembre 1842 a Kagoshima membro di una famiglia di samurai del Dominio di Satsuma. Cugino di Saigō Takamori partecipò sotto la sua guida al rovesciamento dello Shogunato Tokugawa, giocando quindi un ruolo di rilievo nella Restaurazione Meiji. Alla battaglia di Aizu (1868) fu al comando delle postazioni di artiglieria dell'alleanza Satcho. Nel corso dell'assedio fu ferito da un'unità di guerriglieri al comando di Sagawa Kanbei.
Nel 1869 John William Fenton, istruttore britannico della prima banda militare giapponese fece loro notare che al Giappone mancava un inno nazionale e ne enfatizzò la necessità. I membri della banda chiesero all'allora capitano di artiglieria Ōyama, che sapevano esperto sia di letteratura giapponese che cinese di scegliere delle parole appropriate e questi scelse il poema che divenne l'inno nazionale giapponese, Kimi ga yo.
Nel 1870 fu inviato come osservatore militare per il Giappone alla guerra franco-prussiana, dove rimase fino all'assedio di Parigi, ritornando in Giappone l'anno seguente. Fu promosso a maggior generale e inviato per ulteriori studi in Francia. 
Al suo ritorno in Giappone fu impegnato nella creazione del nascente Esercito imperiale giapponese e fu comandante in capo della Prima brigata distaccata nella Ribellione di Satsuma (1877) contro la fazione ribelle guidata dal cugino Saigō Takamori. Servì in diverse posizioni come vicecapo del Quartier generale dell'esercito e come ministro della guerra dal primo governo Ito fino al secondo governo Matsukata.
Durante la prima guerra sino-giapponese (1894-1895) fu nominato comandante in capo della Dai-ni gun ("Seconda Armata"), che dopo lo sbarco nella penisola di Liaodong conquistò Port Arthur, traghettando quindi le sue forze nello Shandong dove conquistò la base navale di Weihai nella battaglia di Weihaiwei.
Per questi servizi Ōyama fu insignito del titolo di marchese sotto il sistema nobiliare kazoku e tre anni fu nominato al più alto grado dell'esercito giapponese, gensui ("maresciallo").
Nella guerra russo-giapponese (1904-1905) fu nominato comandante capo delle armate giapponesi in Manciuria, che guidò contro l'esercito russo guidato dal generale Kuropatkin, sconfiggendolo più volte a Shaho, Sandepu e infine a Mukden. Terminata la guerra fu elevato dall'imperatore Meiji al massimo rango nobiliare giapponese, principe (公爵?, kōshaku).
Dal 1914 fino alla sua morte nel 1916 servì come lord del sigillo imperiale.

### Vita familiare
Sawa, la prima moglie di Ōyama morì causa di disturbi post-parto. Sposò la seconda moglie Yamakawa Sutematsu nel 1882. Yamakawa era una sopravvissuta della battaglia di Aizu e sorella dei seguaci di Aizu Yamakawa Hiroshi e Yamakawa Kenjiro e fu una delle prime studentesse inviate negli Stati Uniti come parte della Missione Iwakura all'inizio degli anni settanta del XIX secolo, laureandosi nel 1882  al Vassar College..
Nel 1901 Ōyama fu il primo candidato dell'imperatore Meiji per la cura del futuro imperatore Hirohito, come una sorta di padre surrogato, in accordo con le usanze della corte imperiale, ma Ōyama declinò e il ruolo fu invece assunto dal conte Kawamura Sumiyoshi.
Takashi, il primogenito di Ōyama, morì nell'esplosione accidentale dell'incrociatore Matsushima nel 1908, mentre serviva come cadetto nella Marina imperiale giapponese.

## Onorificenze

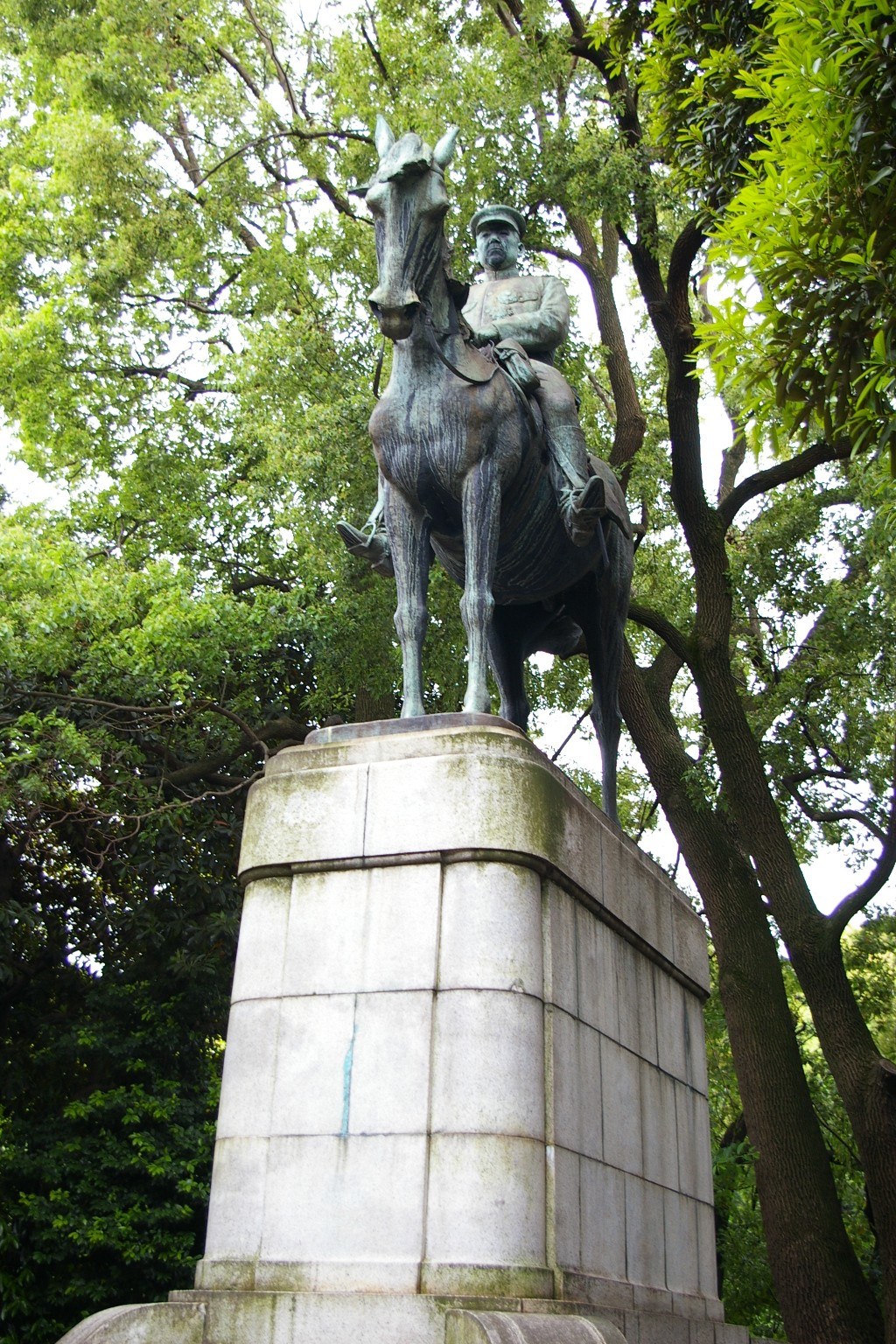
Statua del generale Ōyama Iwao a Kudanzaka in Tokyo.